# 独立学院 (中华民国)
独立学院是中华民国的一类高等教育機構。根据国民政府1929年7月26日公布的《大学组织法》，在文、理、法、农、工、商、医、师范（教育）八个学院中至少具有三者的高等学校才可以称作大学；不满足这个要求的高等学校为独立学院，校名中不可使用“大学”二字。
臺灣歷史上曾經有過數所獨立學院，如臺灣省立師範學院、臺灣省立工學院、臺灣省立農學院、臺灣省立法商學院，為日治時期的專科學校改制或二戰後新成立。

## 升格大學
臺灣早期的《大學法》延續中華民國政府在大陸時期的規定，具備三個學院以上，得成立大學。1979年（民國68年）蔣經國指示教育部，將已具大學規模的公私立獨立學院，逐步升格為大學。教育部於六月十二日公佈《公私立學院改名大學審查標準》。
1993年修正的《大學法》只保留「大學之設立，須合於大學設立標準；大學設立標準，由教育部定之。」，原先的學院別條件刪除，以保留彈性。依現行法規，行政命令位階的《大學法施行細則》，指出《大學法》第二條所定大學，含獨立學院，獨立學院符合相關教育法令規定者，得申請改名大學。《教育部辦理獨立學院申請改名為大學審查作業規定》列出獨立學院提出申請改名大學的基本條件，還有申請及審核程序。大學設立之基準，則規定於《專科以上學校及其分校分部專科部技術型高級中等學校部設立變更停辦辦法》。
許多原先的獨立學院，現在皆已升格為大學或和他校整併。臺灣現有的少數獨立學院，如中信金融管理學院、法鼓文理學院。